# Pieter Jorissen
Eduard Johan Pieter Jorissen (Zwolle, 10 juni 1829 - Scheveningen, 20 maart 1912) was een Nederlands theoloog en was van 1876 tot 1877 staatsprocureur van de Zuid-Afrikaansche Republiek (Transvaal).

## Biografie
Jorissen studeerde theologie in Zwolle en aan de Universiteit Utrecht. Op initiatief van de Transvaalse president Thomas François Burgers kwam Jorissen naar Pretoria en in 1876 werd hij aangesteld tot staatsprocureur van de ZAR. Datzelfde jaar schreef hij de Transvaalse Krijgswet en een jaar later de Grondwet. Hij speelde een actieve rol in de Transvaalse politiek en hield hij zich bezig met munt-, spoor-, bank- en wetszaken. Na de annexatie van Transvaal in 1877 werd Jorissen ontslagen en na de Eerste Boerenoorlog vervangen door een andere Nederlander, Willem Johannes Leyds. 
In 1884 werd hij Volksraadslid voor Pretoria en in 1890 werd hij tot strafrechter van het Hooggerechtshof benoemd. Jorissen verliet Zuid-Afrika in 1907 en stierf vijf jaar later in Scheveningen.